# فيونا مور
فيونا مور هي ناقدة وكاتِبة كندية، ولدت في 23 نوفمبر 1974.